# Carlo Rostagno
Carlo Rostagno (Palermo, 21 febbraio 1894 – ...) è stato un generale italiano, Comandante generale della Guardia di Finanza dal 1954 al 1957.

## Biografia
Nato a Palermo da una famiglia di origini piemontesi il 21 febbraio 1894, Carlo Rostagno entrò nell'esercito come artigliere e venne nominato ufficiale nel giugno del 1914, partecipando successivamente alla prima guerra mondiale, restando in trincea sino al 1918 e meritando una medaglia d'argento al valor militare ed una croce al merito di guerra.
Dopo il conflitto mondiale, riprese lo studio presso la scuola di guerra e prestò servizio poi presso l'ufficio operazioni dello stato maggiore centrale di Roma.
Nel 1925 si laureò con lode nella facoltà di scienze economiche e commerciali discutendo una tesi dal titolo "Lo sforzo industriale dell'Italia durante la guerra 1915 - 1918", che fu pubblicata tra gli altri anche dalla rivista specialistica di artiglieria e genio riscuotendo grandi successi tra gli studiosi. Promosso colonnello nel 1937, ottenne il comando del 3º reggimento artiglieria da campagna nel quale aveva iniziato la propria carriera militare, dal 18 settembre 1939 fu a disposizione del corpo di Firenze e fu quindi capo di stato maggiore del XXII Corpo d'armata italiano, partecipando alle azioni belliche in Libia durante l'epoca coloniale meritandosi la croce di cavaliere dell'Ordine Militare di Savoia. Rimase in servizio sino al 21 gennaio 1941 quando venne fatto prigioniero dalle truppe inglesi a Tobruk, venendo successivamente trasferito in India assieme ad altri 8000 prigionieri italiani, ma in virtù del suo valore gli venne concessa una relativa autonomia che gli concesse, presso il campo di prigionia di Yol, di creare un centro di studi universitari per i prigionieri che gli valse elogi personali da parte della Croce Rossa internazionale, del pontefice e dei ministri italiani della pubblica istruzione e della guerra.
Liberato successivamente rientrò in patria al termine del conflitto ed ottenne il comando del COMILITER di Bologna e poi della fanteria motorizzata "Trieste". Divenne quindi direttore generale dei servizi di commissariato e amministrativi del ministero della difesa e venne promosso generale di corpo d'armata ottenendo il comando del territorio militare di Firenze. Il 10 maggio 1954 ottenne il comando generale della Guardia di Finanza, incarico che mantenne sino all'aprile del 1957.